# Регистрационный номер CAS
CAS registry number (он же CAS number, CAS RN, CAS #) — уникальный численный идентификатор химических соединений, полимеров, биологических последовательностей нуклеотидов или аминокислот, смесей и сплавов, внесённых в реестр Chemical Abstracts Service. Термин не имеет однозначного перевода на русский язык.
Номер CAS записывается в виде трёх групп арабских чисел, разделённых дефисами.
Химическая реферативная служба (англ. Chemical Abstracts Service) — подразделение Американского химического общества присваивает этот идентификатор всем веществам, когда-либо упомянутым в литературе. Уникальный идентификатор предназначен для большего удобства поиска упоминаний в литературе за счёт устранения проблемы возможного различного наименования одного и того же. В настоящее время практически все химические базы данных имеют поиск по регистрационному номеру CAS.
CAS собственно поддерживает и продаёт базу данных химических веществ, реестр CAS (англ. CAS registry). По состоянию на 2 мая 2014 года в этом реестре содержится более 100 миллионов веществ и ежедневно добавляется примерно 15 тыс. новых.

## Формат
Регистрационный номер CAS представляет собой последовательность цифр, разделённую знаками дефиса на три секции; первая часть может содержать до 7 цифр, вторая содержит две цифры, третья состоит из одной цифры и выполняет функцию контрольного символа. Номера назначаются в возрастающем порядке и не имеют заранее определённого значения. Контрольная сумма вычисляется путём сложения последней цифры номера, умноженной на 1, второй справа цифры, умноженной на 2, третьей, умноженной на три и так далее до первой слева цифры, завершаясь вычислением остатка от деления на 10. Например, регистрационный номер CAS для воды 7732-18-5. Контрольная сумма вычисляется так: 8⋅1 + 1⋅2 + 2⋅3 + 3⋅4 + 7⋅5 + 7⋅6 = 105; 105 mod 10 = 5.

## Изомеры, ферменты, смеси
Отдельные изомеры молекул также получают собственный номер CAS. Например, D-глюкоза имеет номер 50-99-7, L-глюкоза обозначается 921-60-8; α-D-глюкоза — 26655-34-5 и т. д.
Иногда единственный номер CAS назначается целому отдельному классу: группа алкогольдегидрогеназ имеет номер 9031-72-5.
Примером, когда номер определён для смеси, является горчичное масло (8007-40-7) — по этому номеру сразу можно понять[как?], что имеется в виду не жирное горчичное масло, а именно натуральное эфирное масло горчицы — состоящее, однако, почти из чистого аллилизотиоцианата — CAS 57-06-7.

## Поиск
При использовании номеров CAS для поиска по базам данных, в запрос полезно бывает включать также и номера близкородственных соединений. Например, для поиска информации о кокаине (CAS 50-36-2), искать нужно кокаина гидрохлорид (CAS 53-21-4) и сульфат кокаина (CAS 5913-65-5), так как в качестве наркотического средства более распространено использование именно этих форм соединения.

## Критика системы регистрационных номеров
Сложившаяся за последние годы монополия CAS на оказание платной услуги на присвоение порядкового номера, не несущего никакой химической информации, во многих случаях затрудняет его использование в качестве кода/указателя для обращения к информации